# یوزی ایلام

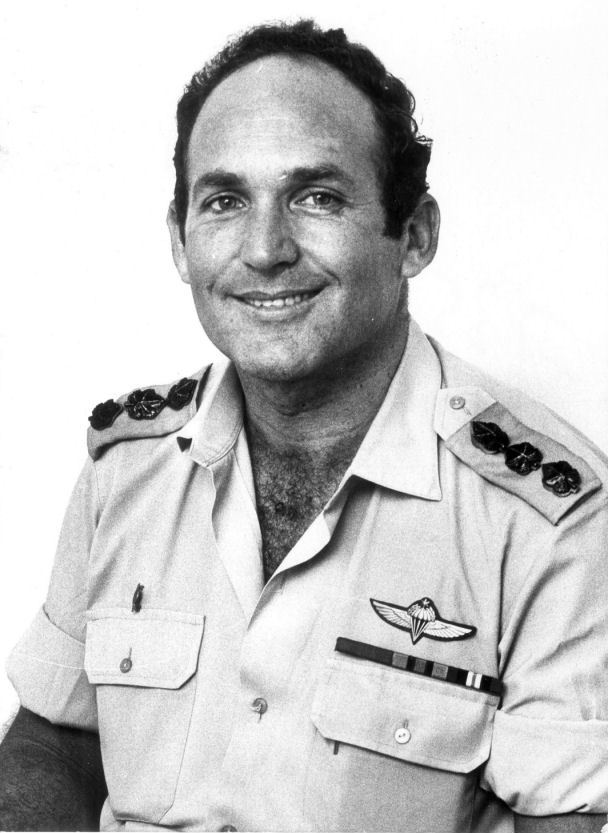
یوزی در سال ۱۹۷۳

یوزی ایلام (به عبری: עוזי עילם) سیاستمدار و رئیس سابق کمیسیون انرژی هسته‌ای اسراییل است. او در طول خدمتش در نیروهای دفاعی اسرائیل واحدهای متفاوت ارتش اسرائیل را فرماندهی کرده‌است. وی برای وزارت دفاع در تل آویو راهبردهایی طراحی کرد و به چندین نخست وزیر اسرائیل مشاوره داده است.

## سال‌های ابتدایی زندگی
وی در تل یوسف متولد و رشد کرد. وی مدرک کارشناسی در رشته مهندسی مکانیک و کارشناسی ارشد مهندسی صنایع دارد. طی دهه ۱۹۵۰ وی به همراه آریل شارون در مرزهای جنوبی فلسطین اشغالی به عنوان چترباز انجام وظیفه کرده‌است. در بحران سوئز سال ۱۹۵۶ او فرمانده یک گروه از چتربازان بود. وی در جریان جنگ شش روزه فرمانده گردان چتربازان در تیپ چتربازان بود.

## دیدگاه‌ها

### برنامه هسته‌ای ایران
وی نتانیاهو را به ترساندن شهروندان، با اهداف شخصی، متهم می‌کند. وی همچنین معتقد است که «رژیم تهران دست کم ده سال تا در اختیار داشتن بمب هسته‌ای فاصله دارد.» وی اذعان می‌کند که از تلاش ایران برای دستیابی به بمب اتمی اطلاع دقیقی ندارد.

## کتاب‌ها
اسرائیل چگونه به مرکز فناوری نظامی مبدل شد